# Tor (missile)
Il Tor (in cirillico: Top), è una famiglia di semoventi missilistici anti-aerei a corto raggio, di fabbricazione sovietica prima e russa poi, sviluppata negli anni '70 dal NPO Almaz ed entrata in servizio nel 1986 presso le forze armate sovietiche in sostituzione del 9K33 Osa.
Progettati per difendere obiettivi sensibili quali strutture amministrative, economiche e militari, sono pensati per operare anche in territorio ostile a difesa di unità amiche a livello di divisione e sono in grado di tracciare, ingaggiare e neutralizzare in modalità totalmente automatica minacce rappresentate da velivoli, missili da crociera, UAV nonché missili balistici tattici in qualsiasi condizione meteorologica.
Caratteristica del Tor è quella di un sistema d'arma indipendente, in quanto radar, veicolo da trasporto e lanciatore sono tutti concentrati nella stessa piattaforma.
La prima generazione del sistema, denominata 9K330 Tor (in cirillico: 9K330 Top nome in codice NATO: SA-15 Gauntlet), è in grado di neutralizzare bersagli in volo fino a 15 km di distanza e ad un'altitudine massima di 6.000 metri. Nella sua versione più recente, nota come Tor-M2, il sistema è in grado di lanciare una salva di missili anche in movimento, cosa che in precedenza aveva costituito una forte limitazione alla versatilità d'impiego.
Ne sono state sviluppate anche una variante navale, 3K95 Kinžal (in cirillico: 3K95 Кинжал nome in codice NATO: SA-N-9 Gauntlet), una collocata in container modulari, Tor-M2KM, testata con successo sulla fregata Admiral Grigorovič nel 2016, ed una per zone artiche denominata Tor-M2DT ed entrata in servizio presso le forze armate russe nel novembre 2018.

## Storia
Lo sviluppo del sistema missilistico Tor venne iniziato il 4 febbraio 1975, in risposta alle direttive del Comitato Centrale del PCUS. Inizialmente sviluppato come successore del 9K33 Osa (nome in codice NATO SA-8 "Gecko"), lo sviluppo della versione terrestre venne condotta in parallelo con la versione navalizzata, a sua volta erede dell da installare su una serie di classe di navali di nuova costruzione, compresi gli incrociatori da battaglia della Classe Kirov e sulle navi più grandi precedenti.
Gli analoghi sistemi occidentali paragonabili al Tor erano il britannico Rapier e il sistema missilistico francese Crotale, sistemi tutti e tre semoventi. Il Tor utilizza un veicolo da combattimento dotato di protezione NBC. Come per Rapier e Crotale, in aggiunta al veicolo cingolato, esistono anche versioni statiche e a traino del Tor, nonché una versione su ruote.

## Sviluppo
Dopo un periodo di prove, effettuate tra dicembre 1983 e dicembre 1984, il sistema terrestre entrò in servizio nelle forze armate sovietiche il 19 marzo 1986, mentre per la variante navale nonostante l'inizio delle prove sia stato precedente a quello della controparte terrestre, lo sviluppo fu più prolungato e dopo un lungo periodo di prove in cui il sistema venne impiantato su una corvetta Classe Grisha, prove nel corso delle quali il sistema ha distrutto nel 1986 quattro missili P-5 Pjatërka, il Kinžal entrò finalmente in servizio nel 1989.

## Caratteristiche
Il sistema di difesa aerea Tor incorpora, di base, un'antenna di sorveglianza, un radar di localizzazione e missili 9M330 / 9M331 su un telaio cingolato. La velocità massima del veicolo è di 65 km/h e il sistema è in grado di scansionare bersagli durante il movimento; le varianti successive possiedono una capacità limitata di sparare durante il movimento.
Tor dispone di una torretta sulla quale era montato il radar di acquisizione del bersaglio, e frontalmente quello di tracciamento, con otto missili pronti al lancio missili immagazzinati nelle celle dei lanciamissili verticali che trovavano posto tra i due radar. Il radar acquisizione del bersaglio ha una portata massima di 25 km, mentre il sistema di controllo del fuoco digitale, vero cuore dell'elettronica di tutto il sistema, consente di rilevare fino a 48 obiettivi e il tracciamento di dieci alla volta, e integra funzionalità IFF, essendo l'antenna IFF montata sopra il radar di ricerca.
Tor utilizza due radar: il primo, un radar di sorveglianza a scansione meccanica, può scansionare fino a 48 bersagli e serve una funzione di tracciamento secondaria per un massimo di dieci bersagli. Secondo quanto riferito, il raggio di rilevamento del radar di sorveglianza è di 25 km o superiore. Il secondo, un radar di tracciamento a guida elettronica, può agganciare simultaneamente fino a due bersagli con sezioni trasversali radar (RCS) di appena 0,1 m 2 . I missili da crociera in genere possiedono RCS di 0,5 m 2 o inferiori. Operando in banda K, il radar è altamente resistente alle condizioni meteorologiche avverse e alle contromisure elettroniche. Il radar ha una portata massima di oltre 25 km; è completato da un sistema di tracciamento elettro-ottico con un'autonomia di 20 km.
Un'unità Tor di base ospita fino a otto missili nel suo sistema di lancio verticale. Prodotti dal Fakel Design Bureau, i missili 9M330 e 9M331 di Tor-M1 hanno un peso di lancio di 165 kg e possono raggiungere una velocità massima di oltre Mach 2. Armato del missile 9M331, il Tor-M1 ha un'altitudine di ingaggio massima di 6 km e un raggio di innesto massimo di 15 km.

Il tempo di reazione della versione originale Tor è 7-8 secondi a veicolo fermo e di 7-10 secondi con veicolo in movimento.

## Varianti
- Tor: equipaggiato con il missile 9M330, portata minima 2 km, introdotto limitatamente nel 1986
- Tor-M1: codice NATO SA-15 Gauntlet, è la prima versione della famiglia di sistemi missilistici di difesa aerea TOR, missile 9M331, portata minima 1,5 km
- Tor-M2: equipaggiato con il missile 9M331 e un nuovo radar di sorveglianza, portata minima 1 km (0,6 mi), entrato in servizio nel 2012
- Tor-M2E: versione da esportazione del Tor-M2
- Tor-M2U: versione aggiornata del Tor-M2, versione più recente oggi in servizio con le forze armate russe. È dotato di un nuovo sistema missilistico con algoritmi efficientati per riconoscere, classificare bersagli assegnando loro una priorità. Può ingaggiarne quattro contemporaneamente.
- Tor-M2KM: versione bielorussa in container modulari in grado di essere schierata su navi di piccole dimensioni, vagoni merci ed autocarri.
- Tor-M2DT: versione artica, trainata da un trattore cingolato.
- 3K95 Kinžal: versione navale sviluppata per sostituire il SA-N-4 con gittata di 20 km. Intesa quale armamento difensivo di secondo livello

## Utilizzatori

### Presenti
- Algeria - 12 batterie di Tor-M2 nel 2014[7]
- Azerbaigian - Alcune batterie di Tor-M2E.[8]
- Bielorussia 2 batterie consegnate il 10 gennaio 2013 e terza batteria consegnata nel corso del 2013.[9][10][11] 5 Tor-M2K 2016[12]
- Cina - 35 Tor-M1 nel 2013.[13][14]
- Cipro - 6[13]
- Egitto - 16 Tor-M1[15][16]
- Grecia - 25[13]
- Iran - 29 - La Russia ha consegnato un numero indeterminato di sistemi Tor-M1 suscitando il disappunto degli Stati Uniti[17][18]
- Perù[19]
- Russia - 172[20]
- Venezuela - 12 nel 2012[21] 26 in ordine[22][23]
- Yemen - 12[24]
- Marocco[25]

### Passati
- Unione Sovietica - Trasferiti agli stati nati dalla sua dissoluzione
- Georgia[26][27]
- Ucraina[28][29]